# Happy Sad
『ハッピー・サッド』（Happy Sad）は、アメリカのミュージシャン、ティム・バックリィによる3作目のスタジオ・アルバム。

## 概要
ラヴィン・スプーンフルの創設メンバーであるザル・ヤノフスキーと、その知人のジェリー・イェスターのプロデュースの下、1968年12月にカリフォルニア州はロサンゼルスのエレクトラ・サウンド・レコーダーにて録音された。
前作までのサイケデリックな雰囲気から一転して、フォークとジャズの融合が成されている。特に1曲目「ストレンジ・フィーリン」のメロディは、マイルス・デイヴィスのアルバム『カインド・オブ・ブルー』（1959年）に収録された「All Blues」から直接的な影響を受けている。
本作から1970年の6作目のスタジオ・アルバム『スターセイラー』まで、バックリィにとって実験的な試みが行われている。

## 収録曲
作詞・作曲はティム・バックリィ
サイド 1
1. ストレンジ・フィーリン - "Strange Feelin'" 7:41
2. バズィン・フライ - "Buzzin' Fly" 6:03
3. ラヴ・フロム・ルーム109・アット・ザ・アイランダー (オン・パシフィック・コースト・ハイウェイ) - "Love From Room 109 At The Islander (On Pacific Coast Highway)" 10:49

サイド 2
1. ドリーム・レター - "Dream Letter" 5:12
2. ジプシー・ウーマン - "Gypsy Woman" 12:19
3. シング・ア・ソング・フォー・ユー - "Sing A Song For You" 2:39